# Тисмия
Тисмия (лат. Thismia) — род растений семейства Тисмиевые (Thismiaceae), распространённый в тропических и субтропических областях обоих полушарий Земли.

## Название
Родовое латинское (научное) название Thismia является анаграммой рода бобовых Smithia. Род Smithia был назван в честь сэра Джеймса Эдварда Смита (1759-1828), ботаника, врача и соучредителя Лондонского Линнеевского общества, первого президента этого общества.

## Описание

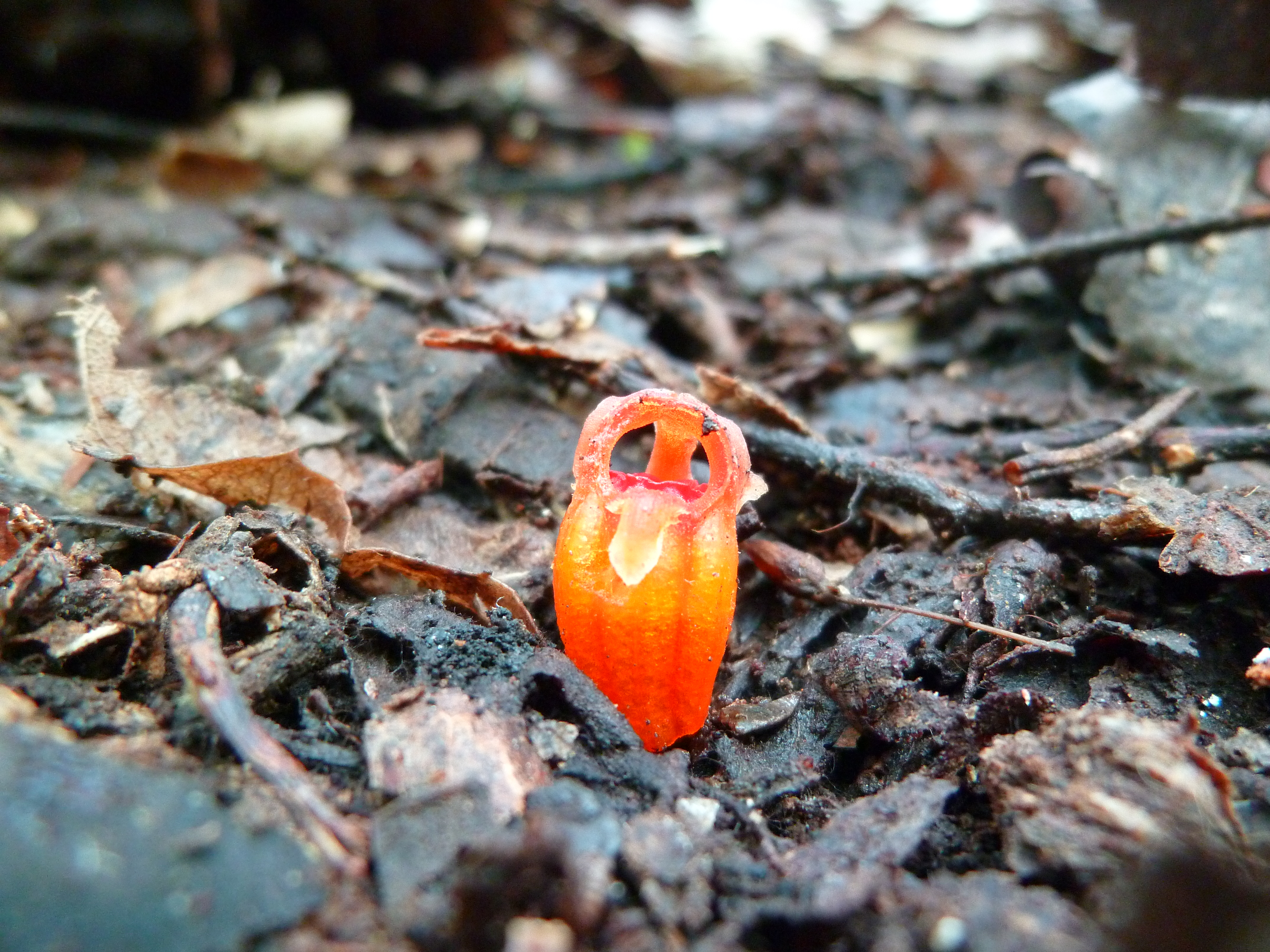
Thismia rodwayi

Род тисмия представляет собой маленькие микогетеротрофные растения, основным местопроисхождением которых является тропическая Азия. Несмотря на то, что род был известен с 1844 года, множество его видов и популяций были обнаружены только в последние десятилетия. Следовательно, истинное разнообразие «сказочных фонариков» стало явным сравнительно недавно. В то же время, основные места обитания этих растений, в основном первичные тропические леса, подверглись значительному разрушению по всему миру. Поэтому многие виды могут уже быть вымершими, особенно учитывая, что многие из них являются эндемичными и известны только по типовым коллекциям.
Примером этого является Thismia americana, которая была обнаружена в 1912 году, но затем исчезла и не была найдена впоследствии, несмотря на многочисленные поисковые усилия. Поэтому новые местонахождения ранее известных таксонов стали открываться в последние десятилетия, несмотря на ландшафтные изменения и преобразования. Однако часто неясно, принадлежат ли новые находки к известным видам или, возможно, представляют новые виды. Проблемой также является недостаточное описание и документация старых названий. Например, Thismia secretestina была описана только по плодоносящему экземпляру, что затрудняет однозначное определение этого вида. Также с Thismia neptunis связаны некоторые недоразумения и недостатки в его первоначальном описании.

## Распространение
Род естественно произрастает на разных континентах. Его можно найти в центральной Америке: Коста-Рика и Панама. В Южной Америке: Боливия, различных регионах Бразилии, Колумбии, Эквадоре и Перу. В Азии: Андаманские острова, Борнео, разных частях Китая, Индии, Японии, Яве, Лаосе, Мьянме, Филиппинах, Шри-Ланке, Суматре, Тайване, Таиланде и Вьетнаме. В Океании: Новая Гвинея, различных территориях Австралии и Новой Зеландии.

## Таксономия
Thismia Griff., Proc. Linn. Soc. London 1: 221 (1845).

### Синонимы
- Bagnisia Becc. (1878)
- Glaziocharis Taub. ex Warm. (1902)
- Mamorea de la Sota (1960)
- Myostoma Miers (1866)
- Ophiomeris Miers (1847)
- Rodwaya F.Muell. (1890), nom. inval.
- Sarcosiphon Blume (1849)
- Scaphiophora Schltr. (1921)
- Tribrachys Champ. ex Thwaites (1864), nom. inval.
- Triscyphus Taub. (1895)
- Triurocodon Schltr. (1921)

### Виды
Согласно данным сайта WFO Plantlist на июнь 2023 года, род состоит из 95 видов. Некоторые из них:
- Thismia abei (Akasawa) Hatus.
- Thismia alba Holttum ex Jonker
- Thismia americana N.Pfeiff.
- Thismia angustimitra Chantanaorr.
- Thismia annamensis K.Larsen & Aver.
- Thismia appendiculata Schltr.
- Thismia arachnites Ridl.
- Thismia aseroe Becc.
- Thismia betung-kerihunensis Tsukaya & H.Okada
- Thismia bifida M.Hotta
- Thismia brunneomitra Hrones, Kobrlová & Dancák
- Thismia brunonis Griff. typus[1]
- Thismia bryndonii Tsukaya, Suetsugu & Suleiman
- Thismia caudata Maas & H.Maas
- Thismia chrysops Ridl.
- Thismia clandestina (Blume) Miq.
- Thismia clavarioides K.R.Thiele
- Thismia claviformis Chantanaorr. & J.Wai
- Thismia crocea (Becc.) J.J.Sm.
- Thismia episcopalis (Becc.) F.Muell.
- Thismia espirito-santensis Brade
- Thismia filiformis Chantanaorr.
- Thismia fumida Ridl.
- Thismia fungiformis (Taub. ex Warm.) Maas & H.Maas
- Thismia gardneriana Hook.f. ex Thwaites
- Thismia gigantea (Jonker) Hroneš
- Thismia glaziovii Poulsen
- Thismia gongshanensis Hong Qing Li & Y.K.Bi
- Thismia goodii Kiew
- Thismia grandiflora Ridl.
- Thismia hexagona Dancák, Hroneš, Kobrlová & Sochor
- Thismia hongkongensis Mar & R.M.K.Saunders
- Thismia huangii P.Y.Jiang & T.H.Hsieh
- Thismia hyalina (Miers) Benth. & Hook.f. ex F.Muell.
- Thismia iguassuensis (Miers) Warm.
- Thismia inconspicua Sochor & Dancák
- Thismia janeirensis Warm.
- Thismia javanica J.J.Sm.
- Thismia labiata J.J.Sm.
- Thismia lanternata W.E.Cooper
- Thismia lauriana Jarvie
- Thismia luetzelburgii Goebel & Suess.
- Thismia macahensis (Miers) F.Muell.
- Thismia megalongensis C.A.Hunt, G.Steenbee. & V.Merckx
- Thismia melanomitra Maas & H.Maas
- Thismia mirabilis K.Larsen
- Thismia mucronata Nuraliev
- Thismia mullerensis Tsukaya & H.Okada
- Thismia neptunis Becc. — Тисмия Нептуна
- Thismia nigricans Chantanaorr. & Sridith
- Thismia okhaensis Luu, Tich, G.Tran & Dinh
- Thismia ophiuris Becc.
- Thismia panamensis (Standl.) Jonker
- Thismia prataensis Mancinelli, C.T.Blum & E.C.Smidt
- Thismia puberula Nuraliev
- Thismia racemosa Ridl.
- Thismia rodwayi F.Muell.
- Thismia sahyadrica Sujanapal, Robi & Dantas
- Thismia saulensis H.Maas & Maas
- Thismia singeri (de la Sota) Maas & H.Maas
- Thismia taiwanensis Sheng Z.Yang, R.M.K.Saunders & C.J.Hsu
- Thismia tectipora Cowie
- Thismia tentaculata K.Larsen & Aver.
- Thismia tuberculata Hatus.
- Thismia yorkensis Cribb